# Левестам, Юрий Матвеевич
Юрий Матвеевич Левестам (1801—1854) — российский врач.

## Биография
Родился 8 мая 1801 года[по какому календарю?] в Копенгагене. В 1809 году он прибыл вместе со своими родителями в Москву, но в 1812 году при занятии Москвы французами его родители переехали в Санкт-Петербург, где отдали своего сына своего на обучение в школу при церкви Св. Петра. Его родители, вследствие своих расстроенных дел, в 1816 году вынужденно переехали в Гамбург, где их сын и окончил своё гимназическое учение. В 1817 году он отправился в Копенгагенский университет для изучения медицины. Ещё посещая лекции, он стал преподавать в одном из училищ и издал руководство по арифметике, которое обеспечило его материально и дало возможность помогать родителям. В 1822 году он перешёл в Кильский университет и в августе следующего года выдержал экзамен на степень доктора медицины и хирургии, защитив диссертацию «De liquore amnii».
В 1824 году, по совету родственников, он снова приехал в Россию, в Варшаву. Для получения права медицинской практики он сдал экзамен в Вильне и затем практиковал в городах Тикоцине, Ломже и Ленчице, пока политический переворот в Польше не побудил его возвратиться в Варшаву, где он получил место ординатора при больнице девиц Марцинканок, а в мае 1833 года был назначен акушером Варшавы.
В 1839 году Левестам вышел в отставку и переселился в Москву, где определился ординатором при вновь устроенной детской больнице, а в 1844 году был назначен старшим городовым акушером; сверх этого, во время эпидемии 1847 и 1848 годов он заведовал в качестве главного доктора Рогожской временной холерной больницей, а в 1848—1850 годах исполнял должность ординатора при Московском военном госпитале.
Много статей Левестама было напечатано в «Московском врачебном журнале». Совместно с А. И. Блюменталем и Н. Б. Анке с 1845 года он издавал Мittheilungen aus dem Gebiete der Heilkunde.
Скончался в чине коллежского советника 24 сентября (6 октября) 1854 года.